# Zhenkang

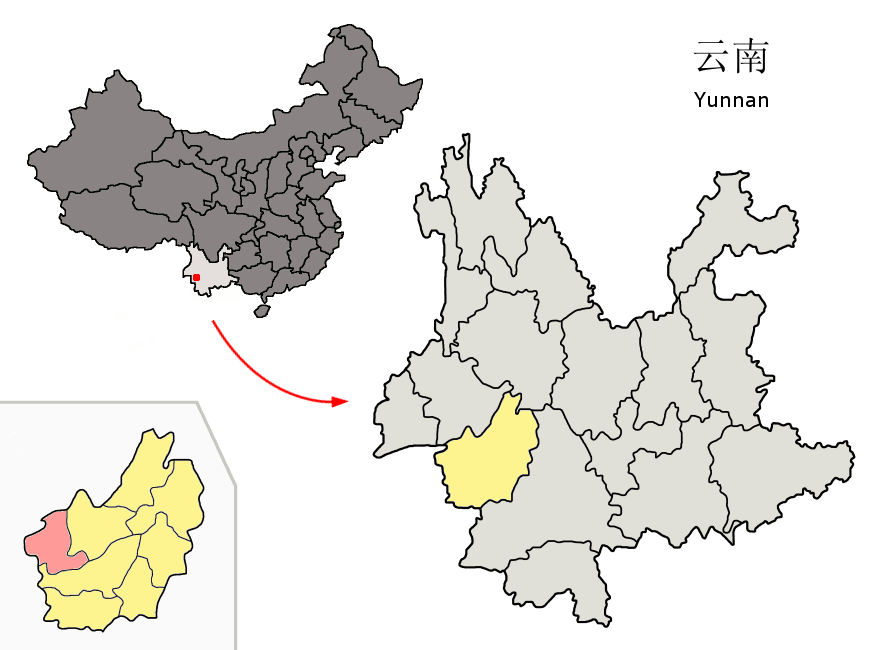
Lage des Kreises Zhenkang (rosa) in Lincang (gelb)

Der Kreis Zhenkang (镇康县,  Zhènkāng Xiàn) ist ein Kreis in der chinesischen Provinz Yunnan. Er gehört zum Verwaltungsgebiet der bezirksfreien Stadt Lincang. Zhenkang hat eine Fläche von 2.530 Quadratkilometern und zählt 172.879 Einwohner (Stand: Zensus 2020). Sein Hauptort ist die Großgemeinde Nansan (南伞镇).

## Administrative Gliederung
Auf Gemeindeebene setzt sich der Kreis aus drei Großgemeinden und vier Gemeinden zusammen. Diese sind:
- Großgemeinde Fengwei 凤尾镇
- Großgemeinde Mengpeng 勐捧镇
- Großgemeinde Nansan 南伞镇

- Gemeinde Mangbing 忙丙乡
- Gemeinde Mengdui 勐堆乡
- Gemeinde Muchang 木场乡
- Gemeinde Junsai der Va, Lahu, Lisu und De’ang 军赛佤族拉祜族傈僳族德昂族乡